# Sasima
Sasima is een geslacht van rechtvleugeligen uit de familie sabelsprinkhanen (Tettigoniidae). De wetenschappelijke naam van dit geslacht is voor het eerst geldig gepubliceerd in 1903 door Bolívar.

## Soorten
Het geslacht Sasima omvat de volgende soorten:
- Sasima aequalis Karny, 1924
- Sasima amplifolia Walker, 1870
- Sasima angulipennis Karny, 1924
- Sasima areolata Bolívar, 1903
- Sasima aruana Kirby, 1899
- Sasima beccarii Griffini, 1908
- Sasima bifurcata Karny, 1924
- Sasima lactuca Bolívar, 1903
- Sasima spinosa Brunner von Wattenwyl, 1898
- Sasima truncata Brunner von Wattenwyl, 1898
- Sasima versteegi de Jong, 1946